# ثوم صحراوي
الثوم الصحراوي (باللاتينية: Allium desertorum) نوع نباتي عشبي يتبع جنس الثوم من الفصيلة الثومية.

## الموئل والانتشار
ينتشر في بلاد الشام ومصر.